# Liste des îles d'Italie
Liste des îles appartenant à l'Italie.

Cartographie des îles italiennes.

## Îles maritimes

### Mers Tyrrhénienne et Ionienne

#### Archipel toscan
- Argentarola : 0,012 km2
- Rocher de Burano : 0,0072 km2
- Capraia, 19 km2
  - Formiche di Capraia
  - Peraiola
- Cerboli, 0,04 km2
- Elbe, 223 km2
  - Isole Gemini
  - Isola de Ortano
  - Isola dei Topi
  - Formiche della Zanca
  - Scoglietto di Portoferraio
- Giannutri, 2,60 km2
- L'Isolotto, 0.063 Km2
- Formiche di Grisseto, 0.12 km2
- Giglio, 21 km2
  - Isola della Cappa
  - Le Scole
- Gorgone : 2,2 km2
- Montecristo, 10 km2
- Palmaiola, 0,08 km2
- Pianosa, 10 km2
  - Îlot de Scarpa
  - Îlot de Scola
- Isola Rossa
- Sparviero : 0,002 km2
- Scoglio d'Africa 0,001 km2

#### Archipel campanien, encore dit parthénopéen ou napolitain
- Capri, 10 km2
- Îles Flegree :
  - Ischia, 46 km2
  - Nisida, 0,001km2
  - Procida
  - Vivara

#### Îles Pélages
- Lampedusa, 20 km2
- Lampione, 1,2 km2
- Île des Lapins (it), 0,044 km2
- Linosa, 5,43 km2

#### Îles Pontines

##### Îles
- Gavi, 0,14 km2
- Palmarola
- Ponza
- Santo Stefano
- Ventotene
- Zannone, 0,9 km2

##### Îlots et Rochers
- Calzone Muto
- Cappello
- Forcina
- Il Felce
- La Cantina
- La Nave
- Le Scunciglie
- Madonna
- Maria Rosa
- Mezzogiorno
- Montagnello
- Pallante
- Ravia
- San Silverio
- Scuncillo
- Spermaturo
- Suvace

#### Autres
- Dino
- Cirella

### Sardaigne
- Sardaigne, 23 812 km2

- Archipel de La Maddalena :
  - Budelli, 1,6 km2
  - Caprera, 15 km2
    - Isola della Pecora
    - Isola del Porco
    - Isolotti dei Monaci

  - La Maddalena, 20 km2
    - Isola del Giardinelli
    - Spargiottello
    - Spargiotto

  - Razzoli, 1,5 km2
    - Isolotti de Cala Lunga

  - Santa Maria, 2 km2
    - La Presa
    - Capicciolu
    - Isolotti di Paduleddi
    - Corcelli et Piana
    - Barettini

  - Santo Stefano, 3 km2
    - Isola Roma

  - Spargi
    - Spargiotto
- Archipel du Sulcis :
  - Île de la Corne, 0,002 km2
  - Île Piana, 0,22 km2
  - Île de Sant'Antioco, 108 km2
  - Île San Pietro, 51 km2
  - Île du Taureau, 0,11 km2
- Archipel de Tavolara :
  - Île Cana
  - Molara
  - Molarotto
  - Île de Proratora
  - Îlot Rosso
  - Tavolara
- Asinara, 50 km2
- Îlot Businco
- Caogheddas
- Île des Choux, 0,43 km2
- Figarolo, 0,2 km2
- Île du Mal de Ventre, 3,6 km2
- Mortorio, 0,6 km2
- Pain de sucre, 0,03 km2
- Île des Poireaux (Sardaigne)
- Île des Poireaux (Olbia)
- Rocher du Catalan
- Île Sa Mesalonga
- Îlot Sa Pagliosa
- Île Saint Macaire
- Île Serpentara, 1,34 km2
- Île Soffi

### Sicile
- Sicile, 25 426 km2

- Île Belle
- Île de Capo Passero, 0,37 km2
- Îles des Cyclopes :
  - Île Lachea
  - Rocher de Santa Maria
  - Rocher du milieu
  - Rocher des oiseaux
- Îles de Stagnone :
  - Île Grande
  - Île Mozia, 5,6 km2
  - Île Santa Maria
  - La Schola
- Îles Égades ou Égates :
  - Favignana, 19 km2
  - Formica
  - Levanzo, 5 km2
  - Maraone, 0,05 km2
  - Marettimo, 12 km2
- Îles Éoliennes :
  - Alicudi
  - Basiluzzo
  - Filicudi
  - Lipari, 37 km2
  - Lisca Bianca
  - Panarea, 3,4 km2
  - Salina, 26 km2
  - Stromboli, 12 km2
  - Strombolicchio
  - Vulcano, 20 km2
- Ferdinandea, 4 km2
- Ortigia
- Pantelleria, 83 km2
- Île des poireaux
- Île d'Ustica, 8,65 km2
- Île des vengeurs

### Autres
- Île de la Gaiola
- Île Galli
- Île de Licosa

### Mer Adriatique

#### Lagune deMarano
- Archipel de Brioni
- Île de Sant'Andrea

#### Îles Tremiti
- Capraia, 0,45 km2
- Cretaccio, 0,04 km2
- La Vecchia
- Pianosa, 0,13 km2
- San Nicola
- San Domino

#### Lagune de Venise
- Venise, 5,17 km2
- Buel del Lovo, 0,01 km2
- Burano, 0,21 km2
- Chioggia, 0,67 km2
- La Certosa, 0,24 km2
- Giudecca, 0,59 km2
- Lazzaretto Nuovo, 0,087 km2
- Lazzaretto Vecchio, 0,026 km2
- Lido di Venezia
- Mazzorbo, 0,52 km2
- Murano, 1,17 km2
- Pellestrina
- Poveglia
- Sacca Fisola, 0,18 km2
- Sacca Sessola, 0,16 km2
- San Clemente, 0,17 km2
- Sant'Erasmo, 3,26 km2
- San Francesco del Deserto, 0,02 km2
- San Giacomo in Paludo, 0,0125 km2
- San Giorgio in Alga, 0,15 km2
- San Giorgio Maggiore, 0,10 km2
- San Lazzaro degli Armeni, 0,087 km2
- San Michele, 0,16 km2
- San Secondo, 0,13 km2
- San Servolo, 0,48 km2
- Sant'Angelo della Polvere, 0,005 km2
- Santa Maria della Grazia, 0,04 km2
- Santo Spirito, 0,024 km2
- Sottomarina
- Torcello, 0,44 km2
- Tronchetto, 0,18 km2
- Le Vignole, 0,69 km2

### Mer Ligure
- Île de Bergeggi
- Île Gallinara

#### Arcipelago Spezzino(it)
- Palmaria, 6,5 km2
- Torre Scola (it)
- Tino, 0,13 km2
- Tinetto

## Îles lacustres

### Lac de Bolsena
- Île Bisentina
- Île Martana

### Lac de Côme
- Île Comacina

### Lac de Garde
- Île de Garde
- Île de l'Olive
- Île de San Biagio
- Île du Songe
- Île Trimelone

### Lac d'Iseo
- Monte Isola
- Îlot de Loreto
- Îlot de San Paolo

### Lac Majeur
- Îles Borromées
- Châteaux de Cannero
- Îlet Partegora

### Lac d'Orta
- Île San Giulio

### Lac de Pusiano
- Île des Cyprès

### Lac Trasimène
- Île Majeure
- Île Mineure
- Île Polvese

### Lac de Varèse
- Île Virginia

## Îles fluviales

### Adda
- Île Viscontea

### Pô
- Île Serafini

### Tibre
- Île Sacrée
- Île Tibérine